# Echipa națională de fotbal a Republicii Singapore
Echipa națională de fotbal a Republicii Singapore este naționala de fotbal a Singapore. Echipa este coordonată de Asociația de Fotbal din Singapore.

### Campionatul Mondial de Fotbal
- 1930 până la 1974 - Nu a participat
- 1978 până la 2010 - Nu s-a calificat

### Cupa Asiei
- 1956 - Nu a participat
- 1960 - Nu s-a calificat
- 1964 - Nu a participat
- 1968 - Nu s-a calificat
- 1972 - Nu s-a calificat
- 1976 până la 1980 - Nu s-a calificat
- 1984 - Runda 1
- 1988 - Nu a participat
- 1992 până la 2011 - Nu s-a calificat

### Jocurile Asiei
- 1951 - Nu a participat
- 1954 - Faza grupelor
- 1958 - Faza grupelor
- 1962 - Nu a participat
- 1966 - 4
- 1970 până la 1986 - Nu a participat
- 1990 - Group stage
- 1994 până la 1998 - Nu a participat

*Turneu U-23 din 2002

## Antrenori
| Antrenor                   | Conducere     | Jucate | Victorii | Egaluri | Înfrângeri |
| -------------------------- | ------------- | ------ | -------- | ------- | ---------- |
| Choo Seng Quee (1st stint) | 1950s         |        |          |         |            |
| Rahim Sattar               | Until 1962    |        |          |         |            |
| Choo Seng Quee (2nd stint) | 1967          |        |          |         |            |
| Mat Ariff                  | 1973 at least |        |          |         |            |
| Lim Yong Liang             | 19??-19??     |        |          |         |            |
| Choo Seng Quee (3rd stint) | 1977          |        |          |         |            |
| Sebastian Yap              | 1978          |        |          |         |            |
| Jita Singh (1st stint)     | 1979-19??     |        |          |         |            |
| Trevor Hartley             | 19??-19??     |        |          |         |            |
| Hussein Aljunied           | 1984–1986     |        |          |         |            |
| Seak Poh Leong             | 1986–1988     |        |          |         |            |
| Jita Singh (2nd stint)     | 1988–1989     |        |          |         |            |
| Robin Chan                 | 1990–1992     |        |          |         |            |
| Milous Kvacek              | 1992          |        |          |         |            |
| PN Sivaji                  | 1992–1994     |        |          |         |            |
| Ken Worden                 | 1994          |        |          |         |            |
| Douglas Moore              | 1994–1996     |        |          |         |            |
| Barry Whitbread            | 1996–1998     |        |          |         |            |
| Vincent Subramaniam        | 1998–2000     |        |          |         |            |
| Jan B. Poulsen             | 2000–2002     |        |          |         |            |
| Radojko Avramovic          | 2003 -        | 93     | 32       | 22      | 39         |